# Blakistonia
Genre
Synonymes
- Cantuarides Strand, 1907

Blakistonia est un genre d'araignées mygalomorphes de la famille des Idiopidae.

## Distribution
Les espèces de ce genre sont endémiques d'Australie.

## Liste des espèces
Selon World Spider Catalog (version 19.5, 12/11/2018) :
- Blakistonia aurea Hogg, 1902
- Blakistonia bassi Harrison, Rix, Harvey & Austin, 2018
- Blakistonia bella Harrison, Rix, Harvey & Austin, 2018
- Blakistonia birksi Harrison, Rix, Harvey & Austin, 2018
- Blakistonia carnarvon Harrison, Rix, Harvey & Austin, 2018
- Blakistonia emmottorum Harrison, Rix, Harvey & Austin, 2018
- Blakistonia gemmelli Harrison, Rix, Harvey & Austin, 2018
- Blakistonia hortoni Harrison, Rix, Harvey & Austin, 2018
- Blakistonia mainae Harrison, Rix, Harvey & Austin, 2018
- Blakistonia maryae Harrison, Rix, Harvey & Austin, 2018
- Blakistonia newtoni Harrison, Rix, Harvey & Austin, 2018
- Blakistonia nullarborensis Harrison, Rix, Harvey & Austin, 2018
- Blakistonia olea Harrison, Rix, Harvey & Austin, 2018
- Blakistonia parva Harrison, Rix, Harvey & Austin, 2018
- Blakistonia pidax Harrison, Rix, Harvey & Austin, 2018
- Blakistonia plata Harrison, Rix, Harvey & Austin, 2018
- Blakistonia raveni Harrison, Rix, Harvey & Austin, 2018
- Blakistonia tariae Harrison, Rix, Harvey & Austin, 2018
- Blakistonia tunstilli Harrison, Rix, Harvey & Austin, 2018
- Blakistonia wingellina Harrison, Rix, Harvey & Austin, 2018

## Publication originale
- Hogg, 1902 : On some additions to the Australian spiders of the suborder Mygalomorphae. Proceedings of the Zoological Society of London, vol. 1902, no 2, p. 121-142 (texte intégral).